# Søren Jochumsen
 For alternative betydninger, se Søren Jochumsen (flertydig). (Se også artikler, som begynder med Søren Jochumsen)
Søren Jochumsen (født 1. august 1976) er en tidligere dansk fodboldspiller, der igennem hele sin karriere spillede som målmand hos AC Horsens. Han var tilknyttet klubben som spiller fra 1994 til 2012. Han er med 524 kampe, indehaver af klubrekorden for flest spillede kampe i hele AC Horsens/Horsens fS' historie.
Han har indledt sidste del af sin karriere som målmand for Stensballe IK's serie 2 hold, hvor han blandt andet spiller sammen med Jens Kraul og Tobias Gravesen. I Stensballe er der blevet oprettet en fanklub til ære for hans tilstedeværelse i den traditionsrige klub.

## Tidlige karriere
Jochumsen spillede som ungdomsspiller hos de to mindre Horsens-klubber Torsted IF (1982-1990) og FC Horsens (1990-1994. I forbindelse med stiftelsen af klubben AC Horsens skiftede han dog i 1994 til den nye fusionsklub. Efter i starten at have stået i skyggen af de ældre målmænd Claus Olesen og Lars Windfeld, overtog Jochumsen dog pladsen som førstevalg få år efter sin ankomst.

## 1. division
Jochumsen var en af de vigtigste brikker på det AC Horsens hold, der efter at have tilbragt næste 10 år i 1. division, rykkede op i SAS Ligaen i sommeren 2005. Forud var gået flere sæsoner med missede forsøg på oprykning. I sæsonen 2004-05, hvor Horsens omsider sikrede sig oprykningen, slap Jochumsen kun 23 mål ind i 30 kampe, hvilket var færrest af alle hold i ligaen. Samtidig var han med til at føre holdet frem til semifinalerne i DBU's landspokalturnering, efter sejre over både Silkeborg IF, AaB samt AGF.
Hans præstationer sikrede ham i 2005 en tredjeplads i Tips-Bladets kåring af årets målmand i Danmark.

## Superligaen
AC Horsens var ikke levnet mange chancer for succes i SAS-ligaen, og Jochumsen blev udset til at skulle spille en nøglerolle for horsensianerne, hvis det skulle lykkes holdet at undgå nedrykning. Jochumsen spillede samtlige sæsonens 33 kampe og holdt modstanderne fra at score i hele 12 af opgørene. Denne præstation var medvirkende til at sikre holdets overlevelse, og holdet sluttede sæsonen hele 11 point fra nedrykningsstregen.
Efter at AC Horsens også i sæsonen 06-07 sluttede på 10. pladsen i ligaen og undgik nedrykning, var sæsonen 07-08 det foreløbige højdepunkt i klubbens og Jochumsens karriere i Superligaen. Klubben sluttede, efter at have overvintret på 3. pladsen, på ligaens 5. plads. I fravær af den normale anfører Mads Rieper var Jochumsen desuden i store dele af sæsonen klubbens anfører.
Sæsonen 08-09 markerede for såvel AC Horsens som for Jochumsen en formnedgang i forhold til det forrige års 5. plads i ligaen. Jochumsen blev blandt andet udvist i en udekamp mod Brøndby, og klubben rykkede ned i 1. division efter fire år i Superligaen. Det følgende år bød dog på en klar førsteplads i den næstbedste række, hvor Jochumsen holdt målet rent i 11 af de 30 kampe.
I Superligaen 2010-11 var Jochumsen endnu engang medvirkende til, at AC Horsens var blandt de hold i ligaen der slap færrest mål ind. Han reddede blandt andet et straffespark i en afgørende bundkamp mod Sønderjyske den 17. april 2011.

## Rekorder
Jochumsen spillede den 25. april 2011 sin kamp nr 500. for AC Horsens, hvilket gør ham til indehaver af kamprekorden i klubben. Af de 500 kampe har han holdt målet rent i de 148. Mellem 14. september 2002 og 18. maj 2008 startede han hver eneste af klubbens kampe, hvilket gav ham 181 turneringskampe i træk. Med 98 Superliga-kampe i træk er han desuden nr 6. på listen over spillere med flest kampe i træk i den bedste danske liga. Begge disse to rekorder blev dog brudt, da Jochumsen ikke blev udtaget til den sidste ligakamp i 07-08-sæsonen mod AGF på udebane. I alt blev det til 524 kampe for AC Horsens.
På trods af sin rolle som målmand har Jochumsen scoret hele 18 mål i sin tid hos AC Horsens. Alle scoringerne er sat ind på straffespark. I flere af årene i 1. division var Jochumsen fast straffesparksskytte for klubben, men efter oprykningen til Superligaen har han kun eksekveret et enkelt straffespark for klubben.

## Titler
1. division
- 2010 med AC Horsens

## Privatliv
Jochumsen er uddannet kontorassistent. Han er gift med den tidligere danmarksmester i tennis, Mette Iversen, med hvem han har to børn.